# شاون سفلی
شاون سفلی یک روستا در ایران است که در دهستان انی واقع شده‌است. شاون سفلی ۲۳ نفر جمعیت دارد.